# Agno, Pangasinan
Agno là một đô thị hạng 4 ở tỉnh Pangasinan, Philippines. Theo điều tra dân số năm 2007, đô thị này có dân số 26.023 người trong 5.493 hộ.

## Barangay
Agno được chia thành 17 barangay.
| - Allabon - Aloleng - Bangan-Oda - Baruan - Boboy - Cayungnan - Dangley - Gayusan - Macaboboni | - Magsaysay - Namatucan - Patar - Poblacion East - Poblacion West - San Juan - Tupa - Viga |